# Tony Cetinski
Antony »Tony« Cetinski, hrvaški glasbenik in pevec, * 31. maj 1969, Pulj.

## Življenjepis
Peti je začel pri 15. letih in je od 17. leta dalje aktivno nastopal pri mnogih lokalnih skupinah, predvsem na turističnih prireditvah, kot je npr. Rovinjska noč. Njegov najljubši inštrument je klavir, igra pa tudi bobne in kitaro. 1991. se je iz rodnega Rovinja preselil v Zagreb, kjer je začel s samostojno profesionalno kariero.
Leta 1994 je predstavljal Hrvaško na izboru za pesem Evrovizije s pesmijo »Nek' ti bude ljubav sva«.
Od leta 2007 je poročen je z glasbeno managerko Ivano Nobilo, s katero ima hčerko Pio (2008).
Iz prvega zakona z manekenko Antonelo Butigan (25.12.1995-2000) ima sina Christiana (8.7.1997).
Njegov oče je znani hrvaški pevec starejše generacije (predvsem aktiven v 60. in 70. letih 20. stoletja) Mirko Cetinski, njegova mama je Vinka Cetinski, profesorica turizma in nekdanja namestnica ministra za turizem Hrvaške, njegov brat je Mirko Cetinski - Matteo, glasbenik, pevec in televizijski voditelj.
Po starem očetu je slovenskega rodu iz Kostela oz. Banja Loke oz. Novih sel.

## Diskografija
- 1991. - Srce nikad ne laže
- 1992. - Ljubomora 1
- 1993. - Ljubomora 2
- 1995. - Ljubav i bol
- 1996. - Prah i pepeo
- 1998. - A1
- 2000. - Triptonyc
- 2003. - A sada...
- 2005. - Budi uz mene
- 2008. - Ako to se zove ljubav
- 2012. - Opet si pobjedila

1. 1 2  data.bnf.fr: platforma za odprte podatke — 2011.
2. ↑  MusicBrainz — MetaBrainz Foundation, 2000.